# ナレッジマネジメント
ナレッジマネジメント（英語: knowledge management(en)）とは、企業が保持している情報・知識と、個人が持っているノウハウや経験などの知的資産を共有して、創造的な仕事につなげることを目指す経営管理手法。
企業側から見れば、これは企業経営における管理領域のひとつで、生産管理、販売管理（マーケティング）、財務管理、人的資源管理、情報管理に続く第６の管理領域。
個人側から見れば、個人のもつ暗黙知を形式知に変換することにより、企業との知識の共有化、明確化を図り、作業の効率化や新発見を容易にできる。
組織によって創造される知識は集合知と呼ばれ、そのマネジメント手法に注目が集まっている。
マイケル・ポランニーの著書The Tacit Dimension（1967　ISBN 9780226672984　『暗黙知の次元』）に一つの端を発するアイデアだが、情報技術の進展、特にインターネットと人工知能技術の発展によって、情報工学や経営学の対象となった。

## SECIモデル

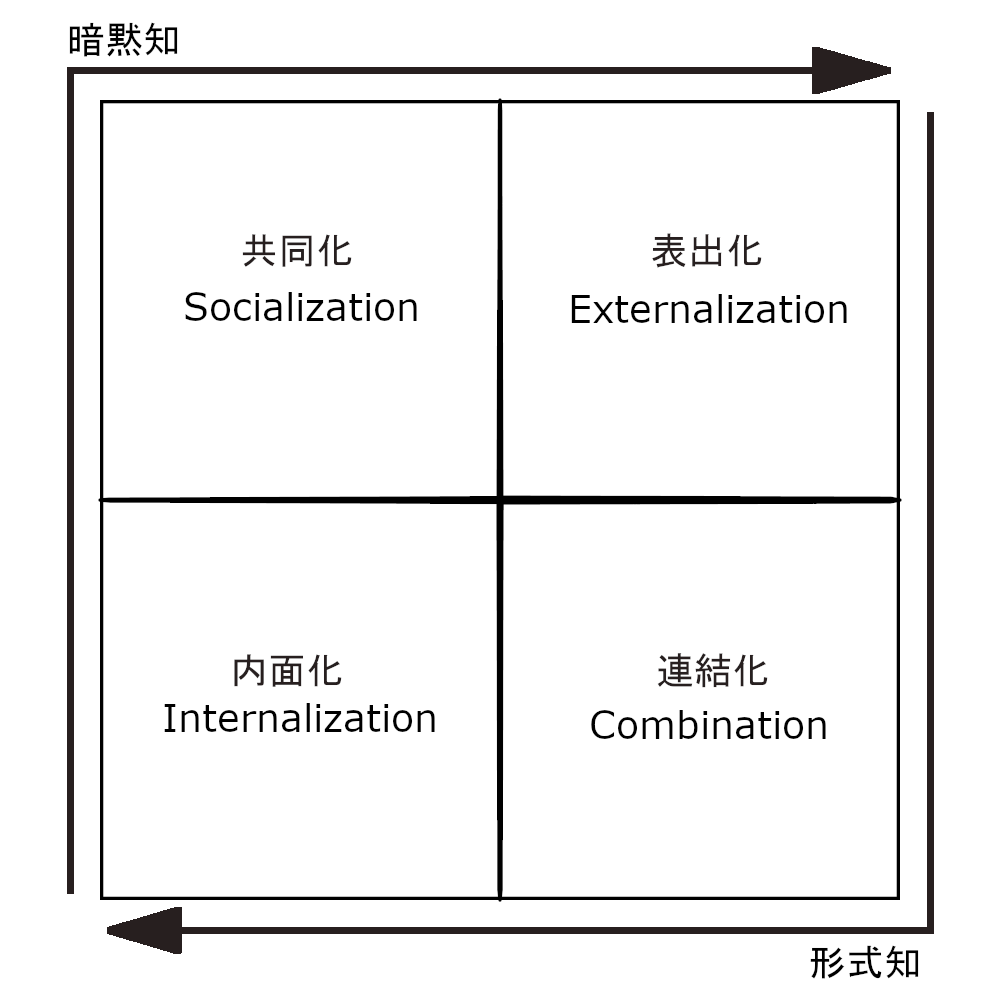
SECIモデル。

「個人の知識を組織的に共有し、より高次の知識を生み出す」ということを主眼に置いたナレッジマネジメントを実現する場合、そのフレームワークとして以下の4段階のプロセスが提示されている。このプロセスは、各段階の英語名称の頭文字をとって“SECI（セキ）プロセス”、あるいは単に“SECI（セキ）”と呼ばれる。これは野中郁次郎（一橋大学 名誉教授）と竹内弘高（ハーバード大学ビジネススクール 教授、一橋大学 名誉教授）が執筆したThe Knowledge Creating Company（『知識創造企業』梅本勝博訳、東洋経済新報社）において、提唱された。
知識とは「正当化された真なる信念 (Justified true belief)」であり、個人と個人の相互作用、あるいは組織と組織の相互作用により、ダイナミックに変化・深化・進化していくものであるという考えの下に構築されている。
- 共同化（Socialization）とは、組織内の個人、または小グループでの暗黙知の共有、およびそれを基にした新たな暗黙知の創造である。
- 表出化（Externalization）とは、各個人、小グループが有する暗黙知を形式知として洗い出すこと。
- 結合化（Combination）とは、洗い出された形式知を組み合わせ、それを基に新たな知識を創造することである。
- 内面化（Internalization）とは、新たに創造された知識を組織に広め、新たな暗黙知として習得することである。

参照： SECIモデル

## 具体的な手法
主に以下の手法があるが、それぞれ独立したものでなく、相互依存的なものである。

### データマイニング
データマイニング（data mining）とは、人工知能や統計学を利用してデータから知識を取り出そうとする試み。主に共起現象を探り、セールスに結びつけようとしている。
- 例1：スーパーでビデオとガムが共に売れる → 両者を同じ場所に置く。
- 例2：本Aを買う人は、後に本Bを買うことが多い → 購入者に本Bを薦めるダイレクトメールを送る。
- 従来の統計学と大差ないが、POSやオンラインショッピングによる大量のITデータの中から法則性を見つけ出すことに主眼が置かれている。

### データウェアハウス
データウェアハウス（data warehousing）とは、データを多次元的に処理することにより、通常では察知しにくい傾向性を発見する技法。多次元データベースなど、幾つもの次元によって処理が可能なソフトウェアが開発されている。
- 例：時間、空間、取り扱い物によって販売量が明示される → 時系列や地域、取り扱い物の傾向が分かる。

### 知識共有化
知識共有化（knowledge sharing）とは、電子掲示板やメーリングリスト、知識ベース、オンラインコラボレーションなどを使って、一部の人の資産であった知識の、集団全体への共有を図るもの。基本的には文字や印刷といったメディアの問題であるが、電子通信技術の一新によって、電子メール・電子掲示板に代表されるような新しい共有化のあり方が模索されている。
具体的には、企業内ではコラボレーティブソフトウェア(グループウェア)などを使って知識共有の試みが行われることが多い。インターネット上でも、OKWave、はてなのように広範な分野を扱うサイトや、Apple Support Discussionのような特定者向けサイトによる知識共有化の試みが始まっている。近年、エンタープライズ2.0と呼ばれる大企業での情報共有が積極的に行われるようになってきた。

### 可視化
可視化（visualization）とは、人間における視覚の優位性を利用し、多次元・多要素で理解しにくい情報を、見える形で表現し、理解しやすくさせること。原理的にはグラフや図画であるが、ナレッジマネジメントではCGを利用した立体的で動的な画像を使って表現するケースが多い。
様々な手法はあるものの、通常の技法と同じく、それを使いこなすのは熟練と才能が必要とされるため、電子メールやQ&A知識ベースなど幾つかを除けば、実際に有効活用されている例は少ない。また暗黙知を明示化するには原理的に大きな困難が伴うため、共有化された知識は余り役に立たない常識的なものがほとんどで、実際にほしい熟練した技能や知恵は掘り出せないことが多いため、研究自体は尻すぼみになっている。

### エンタープライズサーチ
エンタープライズサーチ（enterprise search）とは、企業組織内の書類、人事、経営情報等を検索できるようにするためのシステム、またはそのコンセプトのこと。